# World Rally 2: Twin Racing
World Rally 2: Twin Racing es un videojuego de carreras de rally arcade de 1995 desarrollado por Zigurat Software y publicado por Gaelco.
Es la continuación del anterior World Rally: Championship de 1993: la jugabilidad se ha mantenido intacta y el juego presenta novedades principalmente desde el punto de vista de las opciones de juego.

## Jugabilidad
World Rally 2: Twin Racing retoma la misma jugabilidad del anterior título World Rally proponiendo la vista isométrica, los cuatro campeonatos divididos en tres etapas cada uno de tales que se completen en un minuto, los diferentes tipos de terrenos y carreras nocturnas.
Entre las novedades realizadas se encuentran gráficos mejorados con un desplazamiento más suave, un indicador del retraso/avance del jugador en el límite de tiempo, la posibilidad de seleccionar uno de los tres coches diferentes al comienzo del juego, pero sobre todo la posibilidad de jugar en dos al mismo tiempo con el coche del jugador rival visible como vehículo fantasma.

### Coches seleccionables
- Toyota Celica GT-Four ST185 (patrocinador principal Castrol)
- Subaru Impreza WRC (patrocinador principal State Express 555)
- Ford Escort RS Cosworth (patrocinador principal Mobil)

### Ligas seleccionables
- Rally de Portugal

Dificultad: Simple
Paradas: Estoril·Povoa·Viseu
- Rally Safari

Dificultad: Normal
Paradas: Nairobi·Kisumu·Eldoret
- Tour de Corse

Dificultad: Difícil
Paradas: Ajaccio·Bastia·Calvi
- Rally RAC

Dificultad: Experto
Paradas: Chester·Harrogate·Kirkby

### Conductores rivales
En las tablas de tiempo y puntaje cada piloto tiene un nombre de solo tres letras; el jugador se identifica como "TÚ", mientras que los conductores controlados por CPU informan combinaciones de tres letras que son claras referencias a los conductores de rally de la vida real, muchos de los cuales participaron en el Campeonato Mundial de Rally de 1994:
- AGH - Andrea Aghini
- AUR - Didier Auriol
- BIA - Miki Biasion
- DEL - François Delecour
- ERI - Kenneth Eriksson
- GRI - Jordi Griñó
- KAN - Juha Kankkunen
- MAK - Tommi Mäkinen
- RAE - Colin McRae
- RAG - Jean Ragnotti
- SAI - Carlos Sainz
- SCH - Armin Schwarz
- THI - Bruno Thiry
- IVA - Ari Vatanen
- WIL - Malcolm Wilson